# Алиев, Ахмед Борисович
Ахмед Борисович Алиев (7 января 1966, Махачкала, Дагестанская АССР, РСФСР, СССР) — советский и российский спортсмен, специализируется по карате кумите, призёр чемпионатов РСФСР и СССР.

## Спортивная карьера
Спортивную карьеру начал в 1982 году в Махачкале под руководством тренера Джамалутдина Асхабова. В 1990 году в Екатеринбурге стал серебряным призером чемпионата СССР по каратэ, в 1991 году
в Ростове-на-Дону стал бронзовым призёром чемпионата СССР по каратэ. Чемпион Кубка СНГ по каратэ 1992 год.

## Спортивные достижения
- Чемпионат РСФСР по каратэ 1990 - ;
- Чемпионат СССР по каратэ 1990 - ;
- Чемпионат СССР по каратэ 1991 — ;
- Чемпионат СССР по каратэ Окинава Годзю-Рю - ;
- Кубок СНГ по каратэ 1992 - ;

## Личная жизнь
В 1983 году окончил среднюю школу в Махачкале и поступил на строительный факультет ДГТИ. С 1984 по 1986 проходил срочную служба в рядах Советской Армии. В 1990 году с красным дипломом окончил строительный факультет ДГПИ. С 1998 по 2001 годы обучался в аспирантуре РАГС при Президенте РФ в Москве. Кандидат экономических наук.